# 我來，我見，我征服
我來，我见，我征服（国际音标：/ˈweːniː ˈwiːdiː ˈwiːkiː/，在文法上，是三個動詞：來、见、征服的第一人稱完成式），是蓋烏斯·尤利烏斯·凱撒在泽拉战役中打败本都国王法尔纳克二世之后写给罗马元老院的著名捷报。他以三個雙音節的拉丁文词汇，写成了這句口號。

## 背景
公元前50年蓋烏斯·尤利烏斯·凱撒与格奈乌斯·庞培为主宰罗马共和国的命运而爆发内战。元老院支持庞培，但蓋烏斯·尤利烏斯·凱撒在法萨卢斯战役中决定性地击败了庞培，并追击庞培至埃及。本都国王法尔纳克二世企图利用此机会扩张势力，遂于前48年进军安纳托利亚。但庞培在埃及被希望讨好蓋烏斯·尤利烏斯·凱撒的托勒密十三世杀害，蓋烏斯·尤利烏斯·凱撒立即回师前往亚洲。公元前47年8月2日，蓋烏斯·尤利烏斯·凱撒在泽拉城（今土耳其济莱）附近彻底击溃法尔纳克二世。蓋烏斯·尤利烏斯·凱撒随即驰书元老院：“VENI VIDI VICI”（我來，我见，我征服）。
蓋烏斯·尤利烏斯·凱撒写给元老院的全部訊息就只有这三个词，但却戏剧化地宣告了他的胜利与不可抵抗的力量。考虑到蓋烏斯·尤利烏斯·凱撒此时仍处于内战之中，这封信就更有向元老院示威和对贵人派（元老院中的一派，支持庞培）表示轻蔑的意思。
|                                            | 凱撒率领3个军团前进，在泽拉附近的一场激烈战斗中完全摧毁了法尔纳克的军队，并迫使他逃回本都。为了告知罗马他取得的如此神速的胜利，凱撒写给他的朋友格奈乌斯·马蒂乌斯三个词：“VENI VIDI VICI”。 |
| ——普鲁塔克，《希腊罗马伟人传》，恺撒传50-2 | |

蓋烏斯·尤利烏斯·凱撒的这封信常被认为是军事史上最简洁有力的捷报。

## 发音
Veni, Vidi, Vici拉丁语读法，古典式读法[ˈu̯eːniː ˈu̯iːd̪iː ˈu̯iːkiː]，教会式：[ˈvɛːni ˈviːd̪i ˈviːt͡ʃi]。英式读法为/'vi:nai 'vi:dai 'vi:sai/ 。

## 嬗变
「我来，我见，我征服」这句话的变体经常被引用，也常被用于音乐、艺术、文学和娱乐等领域。
自凯撒时起，该句便被用于军事场合。17世纪的维也纳战役之后，波兰国王扬三世将该句稍加改动，称“我们来，我们见，上帝征服”（venimus,vidimus,deus vicit）。2011年，希拉里·克林顿评论穆阿迈尔·卡扎菲之死时说到，“我们来了，我们见了，他死去”（We came, we saw, he died）。
该句话天然的韵律感使其被用在了音乐中，经年较有名的作品，从1724年汉德尔的歌剧凯撒大帝（GIulio Cesare）的开幕式，“库里奥，凯撒来，见，且征服”（Curio, Cesare venne, e vide e vinse ），到1940年代的歌曲《让我忆起当初·那些傻事》以及《街机（mame）》主打歌的“你来，你见，你征服”，即使在当代，对于Jay-Z 这样的艺术家(在返场中)和荨麻疹乐队《我来我见我邪恶》专辑。 
法国诗人维克多·雨果在1843年他19岁的女儿Leopoldine死后写了一首名为Veni, vidi, vixi的诗（意为我来我见我活过）。该诗以“J'ai bien assez vécu......”（意为我活的够久了）一句起头。 
1984年一个美国电影《捉鬼敢死队》主人公Peter Venkman给出了一个幽默的变体，“我来，我见，我踢鬼的屁股”，这句也成为美国电影学会100年100部电影语录评选的400个提名之一。
2019年，美國德州農工獸醫學院，新建成的三棟大樓縮寫，即以VENI VIDI VICI命名。
土耳其海军将这句话作为格言 （土耳其语："Etkin,Caydirici,Saygin."）。

## 拉丁语法
「Veni, Vidi, Vici」分別為不定式形式動詞「venire, videre, vincere」（來，見，征服）的直陳式、主動語態、第一人稱、單數、現在完成時的變位型態。修辭上，這是三個相同數目的音節（tricolon）的三語並列法（hendiatris）。